# سال‌های برف و بنفشه
سال‌های برف و بنفشه نام یک مجموعه تلویزیونی ایرانی به کارگردانی سعید سلطانی است که در سال ۱۳۸۵ از شبکه سه پخش گردید.

## خلاصه داستان
این سریال داستان مهندس علی فلاح را روایت می‌کند که پس از سال‌ها زندگی در اروپا و تحصیل در رشته کشاورزی به تازگی به ایران بازگشته و علی‌رغم میل خانواده اش، برای احیا و آبادانی زمین پدرش راهی پیشوای ورامین می‌شود. او برای ایجاد یک کشاورزی مدرن برای باغ‌های پدرش اقدام می‌کند اما سیستم ارباب و رعیتی مانع پیشرفت کارهای علی می‌شود. علی از این اوضاع ناراحت است و درصدد حل این مشکلات است که با گروه انقلابیون آشنا می‌شود. وی در روستا با دفاع از مستخدم یکی از املاک و درگیر شدن با آدم‌های تیمسار امیرشاهی بین اهالی محبوبیت پیدا می‌کند و در قیام ۱۵ خرداد شرکت می‌کند. در این هنگام افسران رژیم شاهنشاهی فرمان تیر می‌دهند این در حالی است که علی هدف گلوله یکی از این سربازان است و …

## بازیگران
- محمدعلی کشاورز
- جهانگیر الماسی
- سام درخشانی
- لاله اسکندری
- امیر آقایی
- اسماعیل شنگله
- شبنم قلی خانی
- صالح میرزاآقایی
- محسن قاضی‌مرادی
- مهدی فقیه
- رحیم نوروزی
- رضا خندان
- آزیتا لاچینی
- آتش تقی‌پور
- محسن افشار
- قدرت صالحی
- احمد یارعلی
- نفیسه روشن
- ناصر گیتی‌جاه
- سعیده عرب
- عزت‌الله جامعی
- عباس توفیقی
- سعید درویش نژاد

و …